# 캘린더 (애플)
캘린더(Calender, 이전 이름: 아이캘/iCal)는 OS X에서 작동하는 개인 일정 관리 프로그램이다. 캘린더는 여러 가지 일정을 관리하고 WebDAV 서버를 통해서 공유하고 구독할 수 있는 OS X을 위한 최초의 일정 관리 프로그램이다.
처음에는 2002년 9월 10일에 맥 OS X 10.2를 위한 무료 다운로드로 배포되었다. 그리고 맥 OS X 10.3부터는 아이캘 1.5가 포함되어 발매되었다. 아이캘 2는 맥 OS X 10.4에 같이 발매되었으며, 아이캘 3는 맥 OS X 10.5와 함께 발매되었다.
애플은 원래 iCal 응용 프로그램을 만들던 Brown Bear Software로부터 iCal 이름을 라이선스 보관됨 2016-12-21 - 웨이백 머신 받았다.
이 소프트웨어의 개발 과정은 애플의 다른 소프트웨어들과는 조금 달랐다. 스티브 잡스의 친구인 Jean-Marie Hullot의 조그마한 팀에 의해 비밀리에 파리에서 독립적으로 설계되었다. 캘린더의 개발은 쿠퍼티노에 있는 애플의 본사로 옮겨졌다.

## 기능
- 여러 종류의 일정(개인 약속, 업무 등등)들 사이에서 행사와 약속들을 보고 간편하게 겹치는 일정이나 여유로운 시간을 확인할 수 있다.
- .Mac과 연계하여 인터넷을 통해서 일정을 손쉽게 공유할 수 있다. WebDAV 프로토콜을 지원하는 서버로도 공유할 수 있다.
- 친구나 동료의 일정 뿐만 아니라 경기 일정이나 TV 프로그램과 같은 일정을 간편하게 구독할 수 있다.
- 다가오는 일정에 대해서 컴퓨터 화면이나 이메일, SMS 등으로 알려 준다. iCal Events 보관됨 2008-05-16 - 웨이백 머신 라는 서드 파티 대시보드 위젯 을 통해서 대시보드에서도 확인할 수 있다.
- 애플 동기화 서비스를 이용해서 .Mac 뿐만 아니라 외부 장치인 PDA, iPod, iPhone, 그리고 iSync나 서드 파티가 지원하는 다른 장비들과도 동기화가 가능하다.

### 버전 3의 새 기능
- 새로 생기는 일정에 대한 자동 알림 설정 기능
- 새로이 디자인된 사용자 인터페이스
- 간편한 이벤트 편집 기능
- 모든 일정의 알람 끄기 기능
- 독에서 나오는 iCal의 아이콘에 현재 날짜가 나오는 기능. (버전 3 이전에는 6월 17일에 해당하는 달력만 나왔다. 6월 17일은 iCal 맥월드 엑스포에서 처음으로 나온 날짜[2])

## 같이 보기
- 아이캘린더
- SyncML

## 참고 자료
- iCal 서버
- 다윈 켈린더 서버
- SyncML 일정 동기화를 위한 공개 표준
- Calgoo
- iCalendar